# بيريكلاس
بيريكلاس هو معدن أكسيدي تركيبه الكيميائي على الصيغة MgO، وهو أكسيد المغنيسيوم.
هذا المعدن نادر الوجود، وتتبع بلوراته النظام البلوري المكعب.
اكتشف العالم الجيولوجي الإيطالي أركانجيلو سكاكي Arcangelo Scacchi هذا المعدن سنة 1841 بالقرب من جبل فيزوف في إيطاليا.
يشتق الاسم من الإغريقية للإشارة إلى الانفصام البلوري التام للمعدن.